# Oudtshoorn
Oudsthoorn es una ciudad de Sudáfrica, que sirve como capital del municipio homónimo, situada en la provincia del Cabo Occidental a 350 km de Ciudad del Cabo. Con aproximadamente 60 000 habitantes, es la ciudad más importante situada en la región del pequeño Karoo.
Es conocida como la «capital mundial del avestruz» y reconocida por el principal festival de cultura afrikáner del país. La economía del lugar se sostiene principalmente en la crianza de avestruces y del turismo. En la ciudad se encuentra la población más importante de avestruces de todo el mundo, por lo que existen importantes granjas destinadas a la reproducción de aquel animal. 
Gracias al negocio de la crianza de avestruces, tuvo dos importantes períodos de bonanza, 1865-1870 y 1900-1914, que se reflejan en las importantes residencias construidas de los dueños de las granjas.
Bhongolethu es el township a 10 km (6 mi) al este de Oudtshoorn. El nombre deriva del xhosa, que significa «nuestro orgullo».